# Kanonstraat (Den Haag)
De Kanonstraat is een smalle straat in Den Haag centrum, in de regio Haaglanden, in de provincie Zuid-Holland, in Nederland, nabij het Malieveld.

## Historie
Oorspronkelijk was de naam Cannonnenstraat, en het jaar van vaststelling is onbekend. Het verwijst naar de uit 1665 daterende Landsgeschutgieterij. Bij het bombardement op het Bezuidenhout kwamen er ook bommen buiten die wijk neer, waardoor onder andere dit gebouw verwoest werd.

## Tram
Ondanks dat het een smalle straat is, kwam de allereerste paardentram van de Benelux er te rijden, in 1864. Later was er zelfs deels dubbelspoor. In 1890 werd deze lijn in de zomermaanden gereden met accutrams. In 1904 werd dit de elektrische lijn 9. Tot in 1936 bleef lijn 9 in één richting door deze smalle straat rijden, soms tijdelijk zelfs in beide richtingen. De straat werd geen onderdeel van een busroute.